# Stora kronohuset
Stora kronohuset är en myndighetsbyggnad vid Stora Torg i centrala Kristianstad. Byggnaden uppfördes 1840–1841 för Hovrätten över Skåne och Blekinge och Wendes artilleriregemente, och utgjorde fram till 2002 en del av Kristianstads garnison.

## Byggnaden
Byggnadens arkitekt är okänd, men enligt traditionen ska arkitekten vara Wendeskaptenen Göran af Klercker (1798–1843). Det mer troliga är att chefen för överintendenturämbetet överste Fredrik Blom stått för större delen av ritningarna. Huset är byggt i så kallad empirestil och har tre våningar. Över mittpartiets tre portaler finns den latinska inskriptionen "Extructa regnante Carolo XIV Johanne MDCCCXLI", som betyder "Uppfört under Karl XIV Johans regering 1841". På byggnadens så kallad attika, finns inskriptionen i guldskrift, "Legibus et armis", som betyder "Åt lagar och vapen", vilket i sig syftar på byggnadens två funktioner – hovrätt och regemente. Tidigare utgick en högvakt från denna byggnad, vilken dock upplöstes på 1920-talet. 

## Historik
Efter att byggnaden var uppförd, kom den att delas av Hovrätten över Skåne och Blekinge och Wendes artilleriregemente. År 1917 lämnade Hovrätten byggnaden. De lokaler som Hovrätten hade haft i den östra delen av byggnaden, övertogs av vendisternas officersmäss. År 1953 lämnade även Wendes artilleriregemente byggnaden. Åren 1953–1966 var Södra militärområdesstaben förlagd till byggnaden. Åren 1966–1975 var staben för Kristianstads försvarsområde (Fo 14) förlagda i byggnaden. Åren 1975–1994 kom staberna för Södra militärområdes tygförvaltning (TF S), Södra militärområdes materielförvaltning (MF S) vara förlagda i byggnaden. År 1994 övertogs byggnaden av Södra underhållsregementet, som verkade där fram till 31 december 2001. Efter att Södra underhållsregementet upplöstes den 31 december 2001, övergick verksamheten till en avvecklingsorganisation. 
Den 30 september 2002 löpte Försvarsmaktens hyreskontrakt ut, samtidigt som Försvarsmakten lämnade byggnaden. Vid lämnandet överräcktes nycklarna under en ceremoni tillsammans med en svensk flagga till dåvarande fastighetsägaren Norrporten. Sedan 2010 ägs och förvaltas Stora Kronohuset av fastighetsbolaget Hemfosa fastigheter, vilka sedan dess har anpassat delar av fastigheten till kommersiella och civila ändamål. ”Mässen”, i de tidigare Hovrättslokalerna, drivs fortfarande som mäss och sällskapslokal för stadens kvarvarande officersföreningar och andra militära intresseföreningar. Bland annat Militärsällskapet i Stora Kronohuset (MISK).